# Alfonso Castaneda
Alfonso Castaneda ist eine Stadtgemeinde in der philippinischen Provinz Nueva Vizcaya auf der Insel Luzon. 1995 zählte man 4.447 Einwohner und 2000 waren es 4.808 Einwohner. Im Jahre 2015 hatte sie 7940 Einwohner.
Alfonso Castaneda ist in die folgenden sechs Baranggays aufgeteilt (in Klammern die Einwohnerzahlen 2007):
- Abuyo (1.138)
- Cauayan (307)
- Galintuja (833)
- Lipuga (352)
- Lublub (3.107)
- Pelaway (918)

## Nachweise
1. ↑   Philippine Census Information 1995 (Memento vom 24. Juni 2011 im Internet Archive)
2. ↑  Philippine Census Information 2000 (Memento vom 30. Januar 2010 im Internet Archive)
3. ↑  Philippine Statistics Authority: 2015 Census of Population and Housing